# バイカル湖

バイカル湖の位置

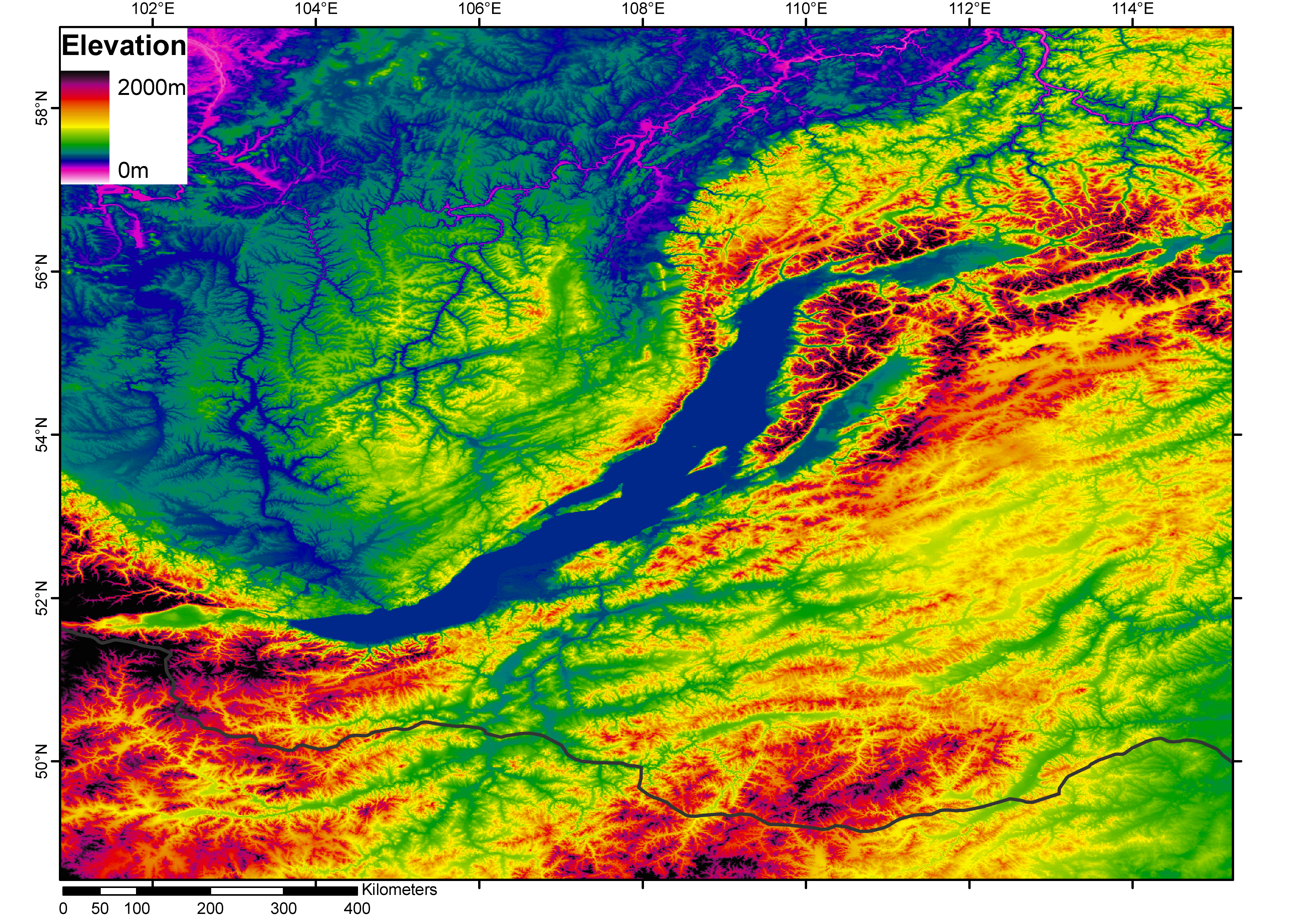
バイカル湖周辺の標高

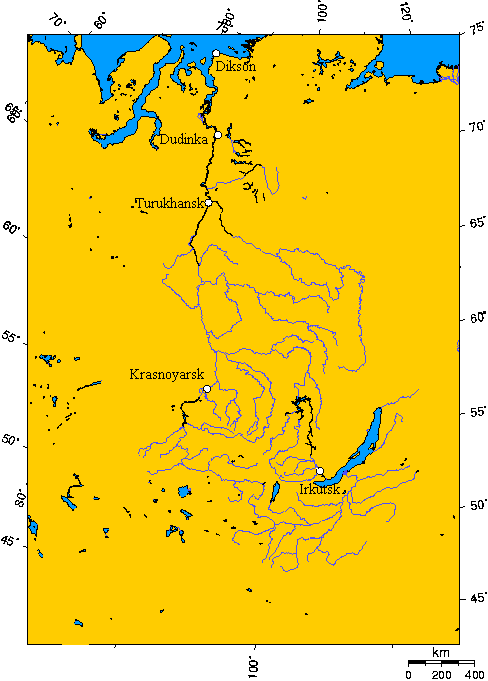
バイカル湖の水はエニセイ川の支流であるアンガラ川へ流れ出て北極海に達する。

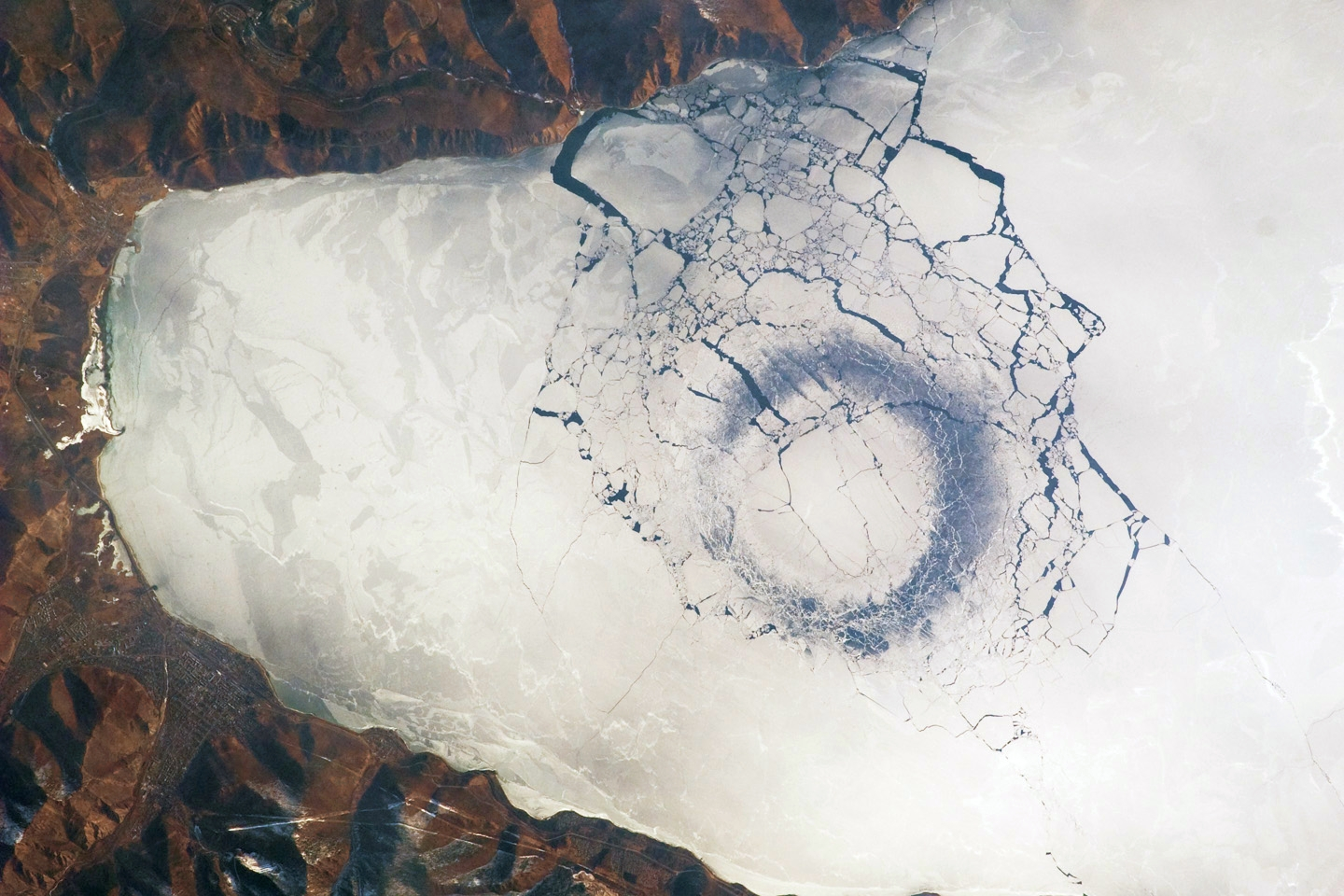
2009年4月に発見された、氷結した湖面上に現れた2つのアイスサークルのうちの一つ。国際宇宙ステーションが観測、撮影した。原因は比較的温かい水の湧き上がりと思われる。

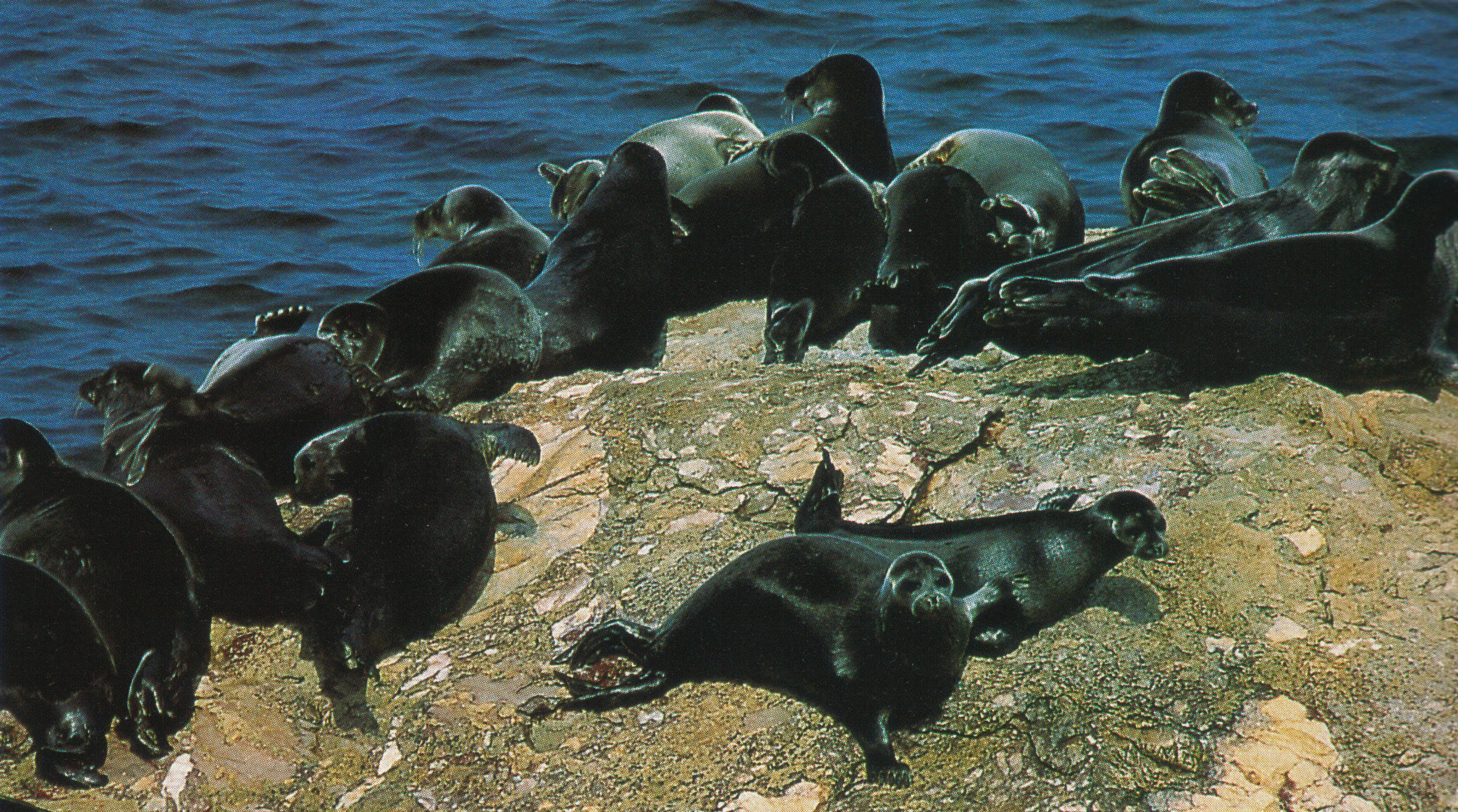
バイカル湖生態系の頂点に立つバイカルアザラシ

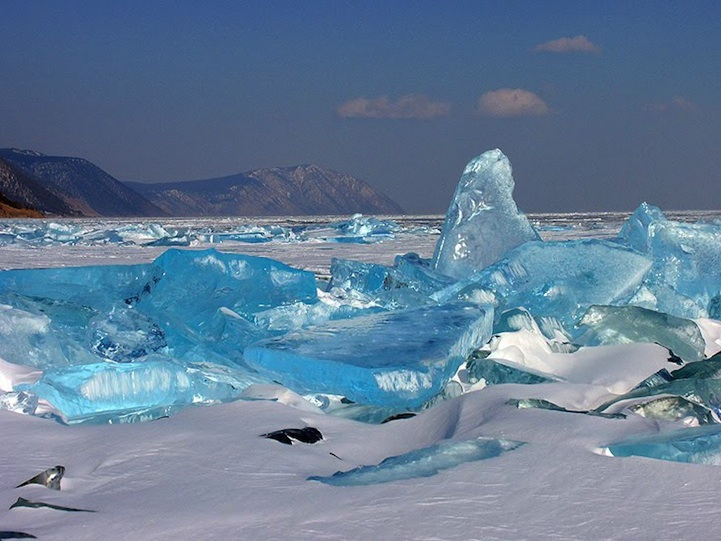
冬場のバイカル湖

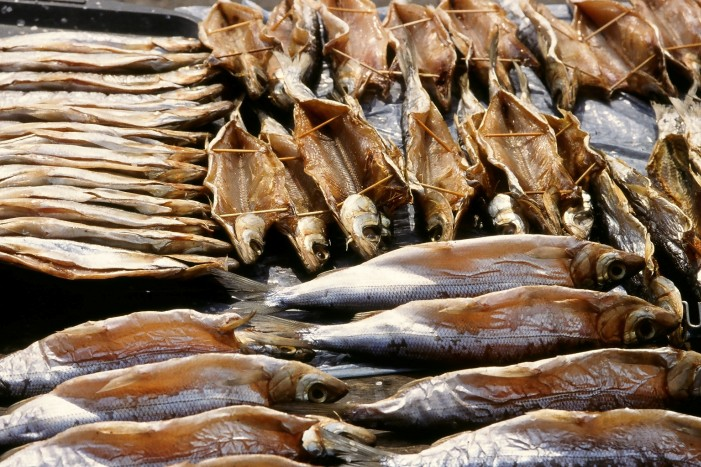
燻製品として市場で取引される、バイカル湖固有種であるサケ科のオームリ。

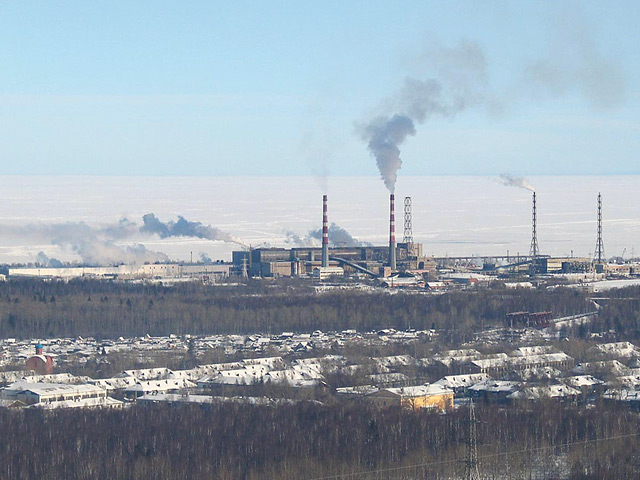
バイカルスク紙パルプ工場

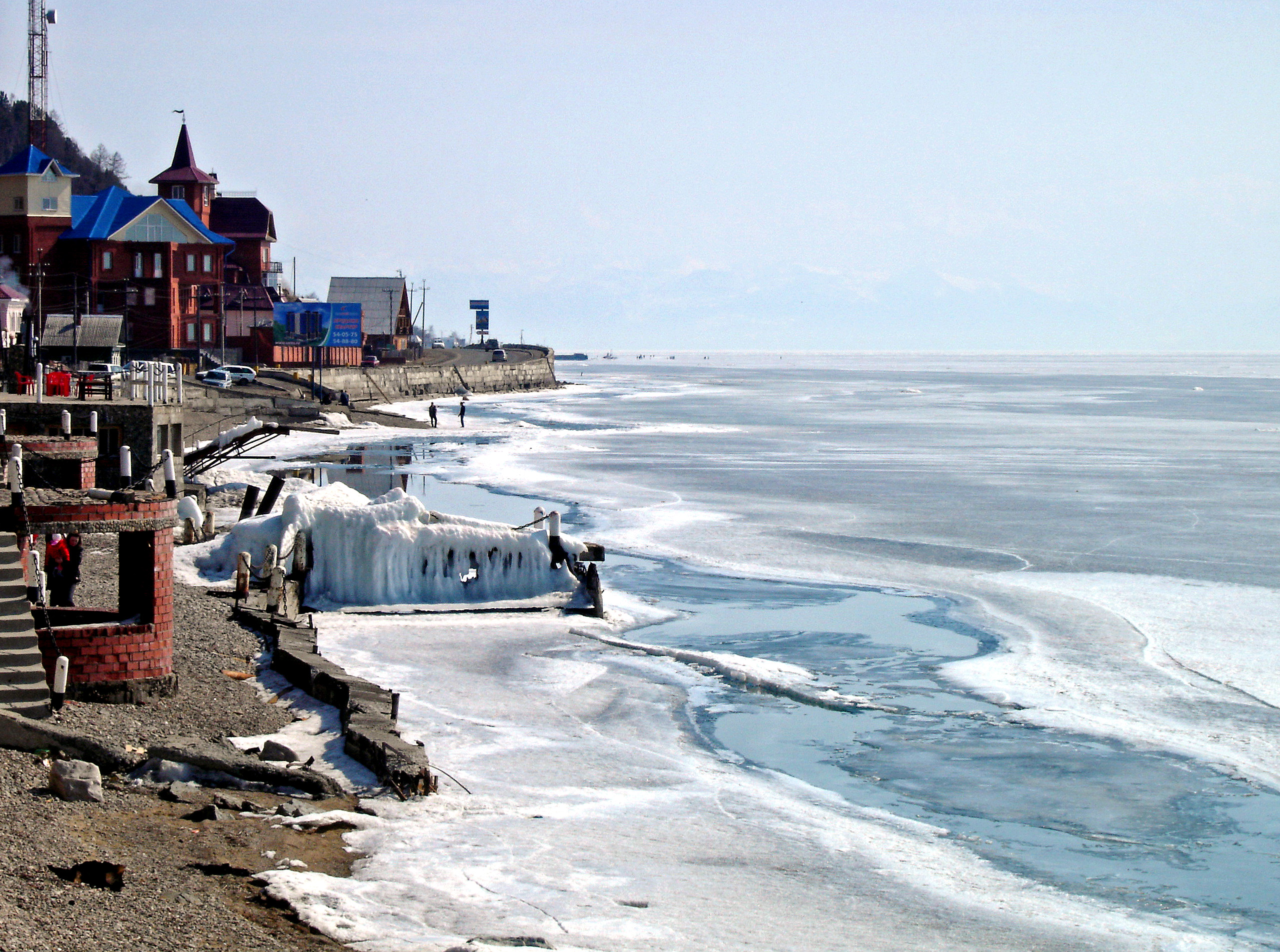
4月上旬のバイカル湖畔（リストビヤンカ）

バイカル湖（バイカルこ、ブリヤート語: Байгал далай、バイガル ダライ、「自然の湖」の意、ロシア語: озеро Байкал、ozero Baikal、IPA:[ˈozʲɪrə bɐjˈkaɫ] オージラ バイカール）は、ロシア南東部の極東連邦管区のブリヤート共和国、イルクーツク州、ザバイカリエ地方に挟まれた三日月型の湖である。バイカル湖はモンゴル国境に近く、湖の最南端から100キロメートルほど南下するとモンゴルとなる。「シベリアの真珠」とも、ガラパゴス諸島と並ぶ「生物進化の博物館」とも称される湖である。

## 概要
南北680 km×東西幅約40-50 km（最大幅80 km）に及ぶ湖水面の面積は31,494  km2（琵琶湖のおよそ46倍）。カスピ海（塩湖）や20世紀後半から急速に面積を縮小しているアラル海を除くとアジア最大である。淡水湖で比較した場合、面積は世界最大のスペリオル湖には及ばないものの、最大水深が1,634 - 1,741 mと世界で最も深い。湖面は標高456mにある。なお、1956年初頭にアンガラ川に建設されたイルクーツク・ダムの影響で水位は1.4m上昇した。
貯水量2.3 × 104 km3も世界最大であり、世界中の凍っていない淡水の17%-20がここにあるとされる。水質も日本の摩周湖に代わり世界最高の透明度を誇る湖であり、1996年に世界遺産に登録された。
セレンガ川、バルグジン川、上アンガラ川など336本の河川が流入するが、流出する河川は南西端に近いアンガラ川のみである。そのため、水量が常に豊富である。湖には最大のオリホン島（面積730 km2、奄美大島に匹敵）を初め22の島々がある。
湖は北西にバイカル山脈、北東にバルグジン山脈、その他の山々に囲まれている。湖底にはオリホン島から続くアカデミシャンリッジ（湖嶺）と湖上に顔を出すウシュカニ諸島があり、これとセレンガ川デルタによって大きく3つの地質構造に区分される。それぞれ「北湖盆」、「中央湖盆」、「南湖盆」であり、このうち中央湖盆が最も深いが、北・南湖盆も1km前後の水深を持つ。
バイカル湖および周辺の自然保護のためには、湖の西側に沿バイカル国立公園（南）、バイカロ・レンスキー自然保護区（中央、レナ川源流）、湖の東側にザバイカリスキー国立公園（南）、バルグジン自然保護区（中央）、湖の南側にバイカル自然保護区が設けられている。また、セレンガ川デルタはラムサール条約登録地である。

## 歴史
世界で最も古くに誕生した古代湖でもある（ザイサン湖は6000万年以上前に誕生したのではないかという説もある）。一般的な湖沼は流入し堆積する土砂などによって数万年もすれば埋まってしまい姿を消す。しかしバイカル湖は、インド亜大陸がユーラシア大陸に食い込み、これを北東と南西を結ぶ線で引き裂くユーラシアプレートとアムールプレートの境界に当たる地溝（バイカルリフト）の陥没部にあり、現在でも年に幅2 cm、深さ6 mmずつ広がっているため、長大な時間を経ても湖であり続けている。この沈降によって将来バイカル湖は再び北極海と繋がるという説もある。
湖の周辺には古くからブリヤート人が居住している。彼らは出土した弓の形式などからスキタイとの関係が示唆されていたが、11-12世紀頃にはモンゴル族の影響を強く受け、次第にモンゴル化されていった。バイカル湖のシャーマン岩（オリホン島）の頂には釜と五徳があり、これらはチンギス・カンに縁付くものという逸話も残されている。
17世紀中頃、帝政ロシアがバイカル湖周辺へ進出し、1628-1658年頃に周辺を支配下に置いた。最初にバイカル湖に到達したロシア人は1643年のクーバット・イワノフ
と言われる。 
シベリア鉄道は1904年に完成した。しかしバイカル湖周辺は敷設が難しい箇所が多かったため、開通時には一部の軌道を氷の上に敷いて間に合わせていた。1920年1～2月には赤軍に追われた白軍とその家族らが大シベリア冬季行軍として知られるようになった逃避行で、凍結したバイカル湖を渡って逃げる際に厳寒の風に襲われてほぼ全員が亡くなり、春になって遺体はバイカル湖の湖底へと沈んだ。
1904年、日露戦争開戦時に戸水寛人は「七博士意見書」を提出し、ロシア帝国へ武力侵攻しバイカル湖以東の東シベリア占領を強硬に主張し、バイカル博士と渾名される。日露戦争末期の1905年にバイカル湖以東を日本に割譲することを講和条件とするよう主張する。
1991年にソ連が崩壊し、また1997年に世界遺産へ登録されてからは、諸外国からも訪問が容易となった。特殊な生物相や景勝、またブリヤートなど多様な諸文化に触れることができるため、観光客も増加した。湖および周辺には天然ガスなど豊富な地下資源があり、またブリヤート共和国の経済成長などを目指す開発が志向されているが、これらが及ぼす環境負荷の懸念も高い。

## 生態系

### 豊富な固有種
バイカル湖は寒冷で栄養素に乏しいにもかかわらず、世界屈指の生物多様性を持つ場所である。チョウザメ、オームリ（バイカル・オームリ）や、サケ科などの魚類、バイカルアザラシ（サイマー湖、ラドガ湖のワモンアザラシは海水と淡水の両方に生息するため、淡水のみに生息する種としてはアザラシ科では唯一。）など約355属1334種が生息する。うち1017種は固有種であり、全体の70%、生物量では80-90%が相当する。鳥類も、2種の固有種が存在する。本格的な調査は1980年代後期に始まったばかりであり、未確認の固有種も少なくないと予想される。
ヨコエビ類の端脚類が適応放散で多数の種になっていることが知られ、淡水産の種が全世界で1000種ほどあるうちのほぼ四分の一にあたる259種が棲み、その中の98%が固有種に当たる。カジカなど魚類は29種がおり、このうち27種が固有種である。ほとんどの種は海から孤立した際に取り残された海生生物が淡水に適応したものであると見られ、安定した気象条件や深部まで溶在酸素があること、湖底の複雑な構造などが生存に寄与し、またそれぞれの深度に適応したヨコエビ類とこれを捕食するカジカが多様な種の分岐を果たしたものと考えられる。このような中、一部のカジカは遊泳性を強めた生態を持つようになり、かえってバイカル湖生態系の頂点に当たるバイカルアザラシに捕食されやすくなったものもいる。
バイカルアザラシも海生から淡水に順応したもので、その起源には2つの説がある。一つは1000-1200万年前に南西ヨーロッパから続くパラテチス海盆を辿って棲み付いたものがその後に陸封されて適応したとするもの。もう一つは250-300万年前に地球が温暖化した影響から北極海が北緯61度程度まで海進したと考えられ、その時にアザラシの亜種が分布したという説である。
微生物（原生生物）の中にも固有種がおり、ペリディウム、ギムノディニウム、アステリオネラ、タベラリアなどは水質を浄化させる。バクテリア・プランクトンはバイカル湖の透明性に寄与している可能性が指摘されるが、そのメカニズム解明には至っていない。

### 周辺植生
バイカル湖の周辺は針葉樹の森林が広がる。湖底の花粉調査から、1万8千年前頃にはヤナギ属が繁殖し、続いてハンノキ属、カバノキ属の卓越が見られた後、約1万年前頃からマツ属の針葉樹が広がるようになったことが分かる。花の種類も多く、キルシウム・パルストレの東限にも当たる。

### 水質汚染
近年では周辺にある製紙工場からの工業排水流入や、森林への殺虫剤散布の影響による水質汚染が顕著化しており、バイカル湖固有種の中には絶滅に瀕しているものもある。特に有機系塩素殺虫剤であるPCBやDDTなどを処分する際、バイカル湖に大量投棄されたということもあった。1987年から翌年にかけ、バイカルアザラシの大量死が発生したが、これは水質低下による免疫力低下を起こしているところに犬由来のジステンパーに近い病気に感染し引き起こされたものと推察された。
湖の汚染は水質悪化が深刻な北海やバルト海に相当する。バイカル湖には流出河川がアンガラ川しか無く、その排水量は湖水の0.26%に過ぎない。そのため水の交換率が低い上に、近隣諸国から流入する川の汚染や低緯度地域から流れ込む大気がもたらす物質なども汚染の原因に挙げられ、一度水質が低下すると回復が難しい。さらに最近では腫瘍など形態異常を来たしたアザラシの報告などもある。

## 気候
バイカル湖はユーラシア大陸中央部に位置するため、周辺は大陸性気候を特徴とする。1月-5月には湖面が凍結し、氷厚70-115cmに達する。冬季には、自動車で走行しオリホン島に渡るために氷の上に交通標識が立てられる。
気候は冬に最低-19℃まで下がり、夏には14℃まで上昇する。また、バイカル湖周辺は日本や中国など東アジアに影響を与える持続性が高いブロッキング高気圧が発生する3箇所の一つである。年間降水量は400mmであり、これは盛夏から秋にかけて降る雨が大部分を占める。積雪は必ずしも多くない。冬期には湖面が全面的に氷結することもあり、五大湖周辺のような湖水効果による降雪はほとんど発生しない。
近年では地球温暖化により水温が上昇しており、氷が張る期間も短くなり、その厚さも薄くなっている。また、周辺地域も含め降水量は増加傾向にある。

## 経済

### 産業
沿岸ではオームリやチョウザメを対象とした漁業が古くから盛んであり、ソ連崩壊後も地域住民の栄養源、そして現金収入の手段となっている一方、乱獲の影響も懸念される。湖の周辺ではブリヤート人によるヤギ・ラクダ・牛・羊等の牧畜や農業を見られる。
工業では製紙業が発達している。特に豊かな森林資源を利用したパルプ製造は盛んで、バイカリスクは製紙コンビナート建設に伴い造られた町であり、加工処理される木材は年間5000tに達した。1966年創業のバイカルスク紙パルプ工場 (Baykalsk Pulp and Paper Mill, BPPM) は湖畔に工場を構え、漂白用の塩素を含む排水のバイカル湖への排出、工場の排煙から漂う硫黄化合物系の悪臭が問題視されていた。10年以上の抗議活動の末、利益が出ないとして2008年10月に閉鎖され工場で働いていた数千人の雇用が失われた。しかし2010年1月4日に操業が再開され、同月13日にはウラジーミル・プーチン首相（当時）がそれを合法化する法改正を行った。環境活動家からは抗議が巻き起こったが、プーチンは「私自身の目で見て、そして科学者たちの確認も得た結果、バイカル湖の環境は良好で、汚染は全く無い」と声明を出した。2013年には、この工場は最終的に閉鎖された。
2006年にロシア政府は、湖から95km離れた地に世界初の国際ウラン濃縮センターの建設を発表した。ここで濃縮されたウランの90%はバイカル湖地域に格納されることになるため、評論家の中には放射能などによる環境への悪影響が懸念されるとして、計画は再考するべきだと主張する者もいる。
中国の蘭州市当局は、バイカル湖から、水不足に悩む中国西部やモンゴルへ送水する計画を提案している。
2019年1月に中国資本の企業が中国や韓国への輸出を念頭に、湖畔にバイカル湖の水を利用するミネラルウォーターの工場を建てようとしたが、同年3月27日にイルクーツク地裁が地元政府による工場の建設許可は違法であったという判断を示した。また、この計画に対して、ロシア国内で100万人以上が反対キャンペーンに署名したという。ロシア首相のメドヴェージェフもメディアに対し、「バイカル湖の生態系に悪影響を与えるような状況は容認できない」「天然資源省はこのプロジェクトに対して精査する必要がある」と表明した。

### 観光
バイカル湖は観光業も盛んである。リストヴャンカを観光の足場に、遊覧船が操業している他、冬でもホバークラフトで湖上を周遊できる。近郊には博物館タリツィがあり、古民家や少数民族の家屋など歴史的建築を見学できる。バイカル湖南端に位置するスリュジャンカII駅からバイカルまでバイカル湖岸に沿って走るバイカル湖岸鉄道は観光路線としても利用されている。
バイカル湖の周りに、米国の「アパラチアン・トレイル」や「タホ湖周回トレイル」に範を取った自然遊歩道と宿泊所ネットワーク、「大バイカル・トレイル」が1998年から世界のボランティアによって建設されており、既に一部利用されている。

### アクセス
バイカル湖は主に3つの都市からアクセスできる。
イルクーツク
イルクーツクはバイカル湖の南端から流れ出るアンガラ川に面している大きな都市で、バイカル湖への主要アクセス地点になる。イルクーツク国際空港もあり、バイカル湖観光の中心になっている。湖まではイルクーツクからは自動車で約1時間。バスならば2時間。シベリア鉄道ではイルクーツク駅から4時間ほどは湖畔を走る。下車はブリヤート共和国首都のウラン・ウデ駅。他に水中翼船がアンガラ川経由で湖まで運航する。
セヴェロバイカリスク
セヴェロバイカリスクはバイカル湖の北端に面する比較的新しい街で、バイカル・アムール鉄道（タイシェト - コムソモリスク・ナ・アムーレ - ソビエツカヤ・ガバニ）の駅があり、特にバイカル湖畔北東部の自然（温泉などもある）へのアクセスとして利用されている。近くのニジュニェアンガルスクにはニジュニェアンガルスク空港もある。
ウラン・ウデ
ウラン・ウデはバイカル湖の南東湖畔から東へ100キロメートルほど離れているが、西のイルクーツクへ向かうシベリア鉄道またはシベリア横断道路、および北のノーヴィ・ウオヤンへ向かう主要道路の途中で寄ることができる。最寄り空港はバイカル国際空港。

## 民謡
北アジアの代表的な湖であるバイカルは、いくつかのロシア民謡に歌われてきた。そのうちの2曲はロシアだけでなく、日本などの近隣諸国でもよく知られている。民謡であるが、歌詞を書きとめ整理した意味での「作詞者」がいるので、歌詞は一部のみを以下に書き留めておく。
- 栄えある海、神聖なバイカル

歌「栄えある海、神聖なバイカル」（ロシア語: Славное Mope, Священный Байкал）はバイカル湖の自然を朗々と歌ったもので、通常ダヴィドフ（D.P. Davydov）による次のような出だしの歌詞で歌われる。
ロシア語: Славное море, священный Байкал,
栄えある海、神聖なバイカル、
ロシア語: Славный корабль - омулёвая бочка.
栄えある船は、オームリ魚でいっぱいになった樽のようだ。
- さすらい人

歌「さすらい人」はデカブリストの乱（1825年）後に牢獄に入れられた人がシベリアへ逃れて、その気持ちを歌ったといわれ、バイカル湖近辺で自分の心理を静かに歌う想定である。
ロシア語: По диким степъям Забайкалья,
バイカルの向こうの遠い大草原で、
ロシア語: Где золото роют в горах.
そこは山の中で金を採掘しているところ、
ロシア語: Бродяга, ...
さすらい人は、……
この民謡はソ連時代の2番目のカラー映画『シベリア物語』で主題音楽として使われて有名になり、日本でもうたごえ運動の最中に歌声喫茶などでよく歌われ、訳詞は井上頼豊による「バイカル湖のほとり」という題で、次のような出だしのものがよく歌われる。
ゆたかなるザバイカルの
はてしなき野山を、
これら2曲はいまでも、『ロシア民謡集』などのCDによく含まれている。

## 研究
バイカル湖では数々の国際的研究や調査が行われている。特徴的な生態系の研究は1988年11月に当時のソ連科学アカデミーが「バイカル湖国際生態学研究センター」（BICER）を開設し、バイカル湖周辺を世界中の研究者に向けて門戸を開くとともに科学発展と環境および生態系保全への取り組みを始めた。これはロシア政府が引き継ぎ、日本やアメリカなど5カ国が参加した設立運営委員会の運営の下、バイカルアザラシの生態や予想外に進行していた環境汚染問題などに取り組んでいる。
1997年にバイカル湖底の堆積土からメタンハイドレートが発見された。これは淡水湖としては唯一である。その後の調査で、土中深さ数m程度の浅い部分に分布する「表層型」が多く見つかり、南海トラフのような海底から250m以上深い場所にある「深層型」よりも採取が容易と期待される。
バイカル湖の湖底掘削では、一方で過去数万年分のユーラシア大陸で起こった気候の変動を知る土壌サンプルを入手することができる。これらは、ドリルで採取したコアをその層ごとに年代測定し、各層における高分子炭化水素類やバクテリア由来の炭素内に含有する同位体比などを分析して考察される。
透明度が高く不純物が少ない水を利用し、バイカル湖ではニュートリノの観測も行われている。1993年に設置された水深500m以上の湖底に沈めた検出器を使い、主に湖表が凍結する冬季に観測が行われる。将来には、高エネルギーニュートリノを観測可能な、沿岸から3.6km離れた深さ1.1kmの地点に192個の光学モジュールを設置する「NT200」計画が予定されている。
2008年、ロシア政府は地質学および生物学的調査のために深海探査船ミール2機をバイカル湖の湖底まで潜水させた。水面下1,592mにまで到達した調査は成功したが、元々目指していなかったこともあり淡水湖潜水の世界記録（アナトリー・サガレビッチが1990年にバイカル湖で達成した1,637m）更新とはならなかった。

## 世界遺産

### 登録基準
この世界遺産は世界遺産登録基準のうち、以下の条件を満たし、登録された（以下の基準は世界遺産センター公表の登録基準からの翻訳、引用である）。
- (7) ひときわすぐれた自然美及び美的な重要性をもつ最高の自然現象または地域を含むもの。
- (8) 地球の歴史上の主要な段階を示す顕著な見本であるもの。これには生物の記録、地形の発達における重要な地学的進行過程、重要な地形的特性、自然地理的特性などが含まれる。
- (9) 陸上、淡水、沿岸および海洋生態系と動植物群集の進化と発達において進行しつつある重要な生態学的、生物学的プロセスを示す顕著な見本であるもの。
- (10) 生物多様性の本来的保全にとって、もっとも重要かつ意義深い自然生息地を含んでいるもの。これには科学上または保全上の観点から、すぐれて普遍的価値を持つ絶滅の恐れのある種の生息地などが含まれる。